# English Football League Trophy 2019-2020
L'English Football League Trophy 2019-2020 è la 39ª edizione di questa competizione calcistica.
La finale, che si sarebbe dovuta giocare ad Aprile 2020, si è giocata a causa della pandemia il 13 Marzo 2021 e ha visto trionfare il Salford, che vince il trofeo alla sua prima partecipazione ad esso.

## Squadre partecipanti
| League One | League Two | U-21 |
| --- | --- | --- |
| - Accrington Stanley - AFC Wimbledon - Blackpool - Bolton - Bristol Rovers - Burton Albion - Coventry City - Doncaster - Fleetwood Town - Gillingham - Ipswich Town - Lincoln City - MK Dons - Oxford Utd - Peterborough Utd - Portsmouth - Rochdale - Rotherham Utd - Shrewsbury Town - Southend Utd - Sunderland - Tranmere - Wycombe | - Bradford City - Cambridge Utd - Carlisle Utd - Cheltenham Town - Colchester Utd - Crawley Town - Crewe Alexandra - Exeter City - Forest Green - Grimsby Town - Leyton Orient - Macclesfield Town - Mansfield Town - Morecambe - Newport County - Northampton Town - Oldham Athletic - Plymouth - Port Vale - Salford City - Scunthorpe Utd - Stevenage - Swindon Town - Walsall | - Arsenal U-21 - Aston Villa U-21 - Brighton & Hove U-21 - Chelsea U-21 - Everton U-21 - Fulham U-21 - Leicester City U-21 - Liverpool U-21 - Manchester City U-21 - Manchester United U-21 - Newcastle U-21 - Norwich City U-21 - Southampton U-21 - Tottenham U-21 - West Ham U-21 - Wolverhampton U-21 |

## Fase a gironi
Legenda: Pti=punti; G=partite giocate; V=partite vinte; NV=partite vinte ai rigori dopo un pareggio;
NP=partite perse ai rigori dopo un pareggio;
P=partite perse; GF=gol fatti; GS=gol subiti; DR=differenza reti

### Sezione Nord
Gruppo A
| Squadra             | Pti | G | V | NV | NP | P | GF | GS | DR |
| ------------------- | --- | - | - | -- | -- | - | -- | -- | -- |
| Leicester City U-21 | 8   | 3 | 2 | 1  | 0  | 0 | 5  | 3  | +2 |
| Scunthorpe Utd      | 7   | 3 | 4 | 0  | 1  | 0 | 6  | 2  | +4 |
| Sunderland          | 3   | 3 | 1 | 0  | 0  | 2 | 4  | 7  | -3 |
| Grimsby Town        | 0   | 3 | 0 | 0  | 0  | 3 | 4  | 7  | -3 |

Gruppo B
| Squadra            | Pti | G | V | NV | NP | P | GF | GS | DR |
| ------------------ | --- | - | - | -- | -- | - | -- | -- | -- |
| Accrington Stanley | 9   | 3 | 3 | 0  | 0  | 0 | 10 | 3  | +7 |
| Fleetwood Town     | 5   | 3 | 1 | 1  | 0  | 1 | 7  | 5  | +2 |
| Oldham Athletic    | 3   | 3 | 1 | 0  | 0  | 2 | 5  | 10 | -5 |
| Liverpool U-21     | 1   | 3 | 0 | 0  | 1  | 2 | 5  | 9  | -4 |

Gruppo C
| Squadra          | Pti | G | V | NV | NP | P | GF | GS | DR |
| ---------------- | --- | - | - | -- | -- | - | -- | -- | -- |
| Salford City     | 6   | 2 | 2 | 0  | 0  | 0 | 4  | 0  | +4 |
| Tranmere         | 3   | 2 | 1 | 0  | 0  | 1 | 2  | 3  | -1 |
| Aston Villa U-21 | 0   | 2 | 0 | 0  | 0  | 2 | 1  | 4  | -3 |
| Bury             | 0   | 0 | 0 | 0  | 0  | 0 | 0  | 0  | 0  |

Gruppo D
| Squadra           | Pti | G | V | NV | NP | P | GF | GS | DR |
| ----------------- | --- | - | - | -- | -- | - | -- | -- | -- |
| Port Vale         | 9   | 3 | 3 | 0  | 0  | 0 | 7  | 4  | +3 |
| Shrewsbury Town   | 6   | 3 | 2 | 0  | 0  | 1 | 7  | 3  | +4 |
| Macclesfield Town | 3   | 3 | 1 | 0  | 0  | 2 | 5  | 7  | -2 |
| Newcastle U-21    | 0   | 3 | 0 | 0  | 0  | 3 | 2  | 7  | -5 |

Gruppo E
| Squadra         | Pti | G | V | NV | NP | P | GF | GS | DR |
| --------------- | --- | - | - | -- | -- | - | -- | -- | -- |
| Everton U-21    | 6   | 3 | 1 | 1  | 1  | 0 | 5  | 3  | +2 |
| Mansfield Town  | 5   | 3 | 1 | 0  | 2  | 0 | 4  | 3  | -1 |
| Crewe Alexandra | 4   | 3 | 0 | 2  | 0  | 1 | 4  | 6  | -2 |
| Burton Albion   | 3   | 3 | 1 | 0  | 0  | 2 | 4  | 5  | -1 |

Gruppo F
| Squadra              | Pti | G | V | NV | NP | P | GF | GS | DR |
| -------------------- | --- | - | - | -- | -- | - | -- | -- | -- |
| Manchester City U-21 | 6   | 3 | 2 | 0  | 0  | 1 | 5  | 4  | +1 |
| Bolton               | 5   | 3 | 1 | 0  | 2  | 0 | 5  | 3  | +2 |
| Rochdale             | 5   | 3 | 1 | 1  | 0  | 1 | 3  | 4  | -1 |
| Bradford City        | 2   | 3 | 0 | 1  | 0  | 2 | 3  | 5  | -2 |

Gruppo G
| Squadra            | Pti | G | V | NV | NP | P | GF | GS | DR |
| ------------------ | --- | - | - | -- | -- | - | -- | -- | -- |
| Blackpool          | 6   | 3 | 2 | 0  | 0  | 1 | 7  | 3  | +4 |
| Wolverhampton U-21 | 5   | 3 | 1 | 1  | 0  | 1 | 6  | 5  | +1 |
| Morecambe          | 4   | 3 | 1 | 0  | 1  | 1 | 6  | 8  | -2 |
| Carlisle Utd       | 3   | 3 | 1 | 0  | 0  | 2 | 5  | 8  | -3 |

Gruppo H
| Squadra                | Pti | G | V | NV | NP | P | GF | GS | DR |
| ---------------------- | --- | - | - | -- | -- | - | -- | -- | -- |
| Manchester United U-21 | 9   | 3 | 3 | 0  | 0  | 0 | 5  | 1  | +4 |
| Doncaster              | 3   | 3 | 1 | 0  | 0  | 2 | 6  | 6  | 0  |
| Lincoln City           | 3   | 3 | 1 | 0  | 0  | 2 | 4  | 4  | 0  |
| Rotherham Utd          | 3   | 3 | 1 | 0  | 0  | 2 | 3  | 7  | -4 |

### Sezione Sud
Gruppo A
| Squadra        | Pti | G | V | NV | NP | P | GF | GS | DR |
| -------------- | --- | - | - | -- | -- | - | -- | -- | -- |
| Colchester Utd | 7   | 3 | 2 | 0  | 1  | 0 | 5  | 3  | +2 |
| Ipswich Town   | 6   | 3 | 2 | 0  | 0  | 1 | 6  | 2  | +4 |
| Gillingham     | 3   | 3 | 1 | 0  | 0  | 2 | 4  | 7  | -3 |
| Tottenham U-21 | 2   | 3 | 0 | 1  | 0  | 2 | 2  | 5  | -3 |

Gruppo B
| Squadra           | Pti | G | V | NV | NP | P | GF | GS | DR |
| ----------------- | --- | - | - | -- | -- | - | -- | -- | -- |
| Portsmouth        | 8   | 3 | 2 | 1  | 0  | 0 | 6  | 3  | +3 |
| Oxford Utd        | 7   | 3 | 2 | 0  | 1  | 0 | 8  | 4  | +4 |
| Norwich City U-21 | 3   | 3 | 1 | 0  | 0  | 2 | 4  | 6  | -2 |
| Crawley Town      | 0   | 3 | 0 | 0  | 0  | 3 | 2  | 7  | -5 |

Gruppo C
| Squadra              | Pti | G | V | NV | NP | P | GF | GS | DR |
| -------------------- | --- | - | - | -- | -- | - | -- | -- | -- |
| Brighton & Hove U-21 | 7   | 3 | 2 | 0  | 1  | 0 | 5  | 1  | +4 |
| Leyton Orient        | 5   | 3 | 1 | 1  | 0  | 1 | 3  | 4  | -1 |
| AFC Wimbledon        | 3   | 3 | 1 | 0  | 0  | 2 | 4  | 5  | -1 |
| Southend Utd         | 3   | 3 | 1 | 0  | 0  | 2 | 3  | 5  | -2 |

Gruppo D
| Squadra          | Pti | G | V | NV | NP | P | GF | GS | DR |
| ---------------- | --- | - | - | -- | -- | - | -- | -- | -- |
| Walsall          | 7   | 3 | 2 | 0  | 1  | 0 | 7  | 0  | +7 |
| Coventry City    | 6   | 3 | 1 | 1  | 1  | 0 | 3  | 2  | +1 |
| Forest Green     | 5   | 3 | 1 | 1  | 0  | 1 | 3  | 8  | -5 |
| Southampton U-21 | 0   | 3 | 0 | 0  | 0  | 3 | 4  | 7  | -3 |

Gruppo E
| Squadra         | Pti | G | V | NV | NP | P | GF | GS | DR |
| --------------- | --- | - | - | -- | -- | - | -- | -- | -- |
| Exeter City     | 9   | 3 | 3 | 0  | 0  | 0 | 6  | 1  | +5 |
| Newport County  | 3   | 3 | 1 | 0  | 0  | 2 | 11 | 11 | 0  |
| West Ham U-21   | 3   | 3 | 1 | 0  | 0  | 2 | 9  | 11 | -2 |
| Cheltenham Town | 3   | 3 | 1 | 0  | 0  | 2 | 8  | 11 | -3 |

Gruppo F
| Squadra        | Pti | G | V | NV | NP | P | GF | GS | DR |
| -------------- | --- | - | - | -- | -- | - | -- | -- | -- |
| Bristol Rovers | 7   | 3 | 2 | 0  | 1  | 0 | 4  | 2  | +2 |
| Chelsea U-21   | 6   | 3 | 2 | 0  | 0  | 1 | 5  | 4  | +1 |
| Plymouth       | 5   | 3 | 1 | 1  | 0  | 1 | 4  | 2  | +2 |
| Swindon Town   | 0   | 3 | 0 | 0  | 0  | 3 | 2  | 7  | -5 |

Gruppo G
| Squadra     | Pti | G | V | NV | NP | P | GF | GS | DR |
| ----------- | --- | - | - | -- | -- | - | -- | -- | -- |
| MK Dons     | 6   | 3 | 2 | 0  | 0  | 1 | 5  | 2  | -3 |
| Stevenage   | 5   | 3 | 1 | 1  | 0  | 1 | 2  | 4  | -2 |
| Fulham U-21 | 4   | 3 | 1 | 0  | 1  | 1 | 3  | 3  | 0  |
| Wycombe     | 3   | 3 | 1 | 0  | 0  | 2 | 3  | 4  | -1 |

Gruppo H
| Squadra          | Pti | G | V | NV | NP | P | GF | GS | DR |
| ---------------- | --- | - | - | -- | -- | - | -- | -- | -- |
| Peterborough Utd | 9   | 3 | 3 | 0  | 0  | 0 | 5  | 1  | +4 |
| Northampton Town | 5   | 3 | 1 | 1  | 0  | 1 | 2  | 3  | -1 |
| Arsenal U-21     | 3   | 3 | 0 | 1  | 1  | 1 | 2  | 3  | -1 |
| Cambridge Utd    | 1   | 3 | 0 | 0  | 1  | 2 | 2  | 4  | -2 |

## Fase a eliminazione diretta

### Secondo turno

#### Sezione Nord
| Squadra 1          | Risultato       | Squadra 2              |
| ------------------ | --------------- | ---------------------- |
| 26 novembre 2019   |                 |                        |
| Everton U-21       | 0 - 4           | Fleetwood Town         |
| 27 novembre 2019   |                 |                        |
| Blackpool          | 1 - 3           | Scunthorpe Utd         |
| 3 dicembre 2019    |                 |                        |
| Port Vale          | 2 - 2 (4-2 dtr) | Mansfield Town         |
| Salford City       | 3 - 0           | Wolverhampton U-21     |
| Shrewsbury Town    | 1 - 1 (5-6 dtr) | Manchester City U-21   |
| 4 dicembre 2019    |                 |                        |
| Doncaster          | 0 - 3           | Leicester City U-21    |
| Tranmere           | 3 - 2           | Manchester United U-21 |
| 10 dicembre 2019   |                 |                        |
| Accrington Stanley | 2 - 0           | Bolton                 |

#### Sezione Sud
| Squadra 1            | Risultato       | Squadra 2        |
| -------------------- | --------------- | ---------------- |
| 3 dicembre 2019      |                 |                  |
| Brighton & Hove U-21 | 0 - 0 (4-5 dtr) | Newport County   |
| Colchester Utd       | 1 - 2           | Stevenage        |
| Walsall              | 3 - 2           | Chelsea U-21     |
| Portsmouth           | 2 - 1           | Northampton Town |
| MK Dons              | 2 - 0           | Coventry City    |
| 4 dicembre 2019      |                 |                  |
| Exeter City          | 0 - 0 (3-0 dtr) | Oxford Utd       |
| Peterborough Utd     | 1 - 1 (5-6 dtr) | Ipswich Town     |
| Bristol Rovers       | 1 - 1 (4-2 dtr) | Leyton Orient    |

### Terzo turno

#### Sezione Nord
| Squadra 1      | Risultato       | Squadra 2            |
| -------------- | --------------- | -------------------- |
| 7 gennaio 2020 |                 |                      |
| Salford City   | 3 - 0           | Port Vale            |
| Tranmere       | 1 - 2           | Leicester City U-21  |
| Fleetwood Town | 2 - 2 (3-5 dtr) | Accrington Stanley   |
| 8 gennaio 2020 |                 |                      |
| Scunthorpe Utd | 3 - 1           | Manchester City U-21 |

#### Sezione Sud
| Squadra 1      | Risultato | Squadra 2    |
| -------------- | --------- | ------------ |
| 4 gennaio 2020 |           |              |
| Exeter City    | 2 - 1     | Ipswich Town |
| 7 gennaio 2020 |           |              |
| Newport County | 3 - 0     | MK Dons      |
| Walsall        | 1 - 2     | Portsmouth   |
| 8 gennaio 2020 |           |              |
| Bristol Rovers | 0 - 1     | Stevenage    |

### Quarto turno
| Squadra 1       | Risultato | Squadra 2           |
| --------------- | --------- | ------------------- |
| 21 gennaio 2020 |           |                     |
| Exeter City     | 3 - 0     | Stevenage           |
| Portsmouth      | 2 - 1     | Scunthorpe Utd      |
| Salford City    | 2 - 1     | Accrington Stanley  |
| 4 febbraio 2020 |           |                     |
| Newport County  | 1 - 0     | Leicester City U-21 |

### Semifinali
| Squadra 1        | Risultato       | Squadra 2    |
| ---------------- | --------------- | ------------ |
| 18 febbraio 2020 |                 |              |
| Portsmouth       | 3 - 2           | Exeter City  |
| 19 febbraio 2020 |                 |              |
| Newport County   | 0 - 0 (5-6 dtr) | Salford City |

### Finale
| Arbitro: | Carl Boyeson |

|                               |                      |                                       |
| Curtis Williams Brown Raggett | Tiri di rigore 2 – 4 | Burgess Dieseruvwe Thomas-Asante Lowe |

La finale è stata rimandata a causa della pandemia di Covid-19 e posticipata al 2021.